# 高田川部屋
高田川部屋，是日本相撲協會屬下的相撲部屋，他是由前大關前之山太郎成立，起初屬高砂一門，後屬二所之關一門。1980年代後期，曾從臺灣招募了一系列力士。在2004-07年曾招攬一些蒙古力士。但自從前之山退休以來，沒有招募外國人，現任部屋親方表示在不久的將來沒有計劃這樣做。截至2023年1月，它有19名力士。

## 歷史
原屬高砂部屋的前之山太郎引退後成立自己的部屋，在高田川親方於1998年違背高砂一門的意願競選相撲協會的領導人後，部屋變成了賤民。結果，他被迫離開了高砂一門，部屋變成無所屬。2009年，當他接近法定退休年齡時，高田山將控制權移交給了二子山部屆的前關脇安芸乃島勝巳，因為安藝乃島與部屋的主教練前橫綱貴乃花發生了爭執。2011年，部屋加入了二所之關一門，結束了近13年的不結盟。
部屋在2006年7月大雷童晉級十兩至2012年11月龍電剛志晉級十兩的6年多時間沒關取，他只參加了一場比賽，然後在2016年11月再次進入關取。2014年9月，輝大士到達十兩，結束了高田川部屋沒關取狀態。輝於2016年1月進入幕內級別，成為自1992年劍晃敏志以來第一位做到這一點的高田川力士。龍電隨後在2018年1月進入了幕內。
2020年4月10日，相撲協會宣佈，一名未公開的力士冠狀病毒檢測呈陽性。後來證實是高田川部屋的勝武士，他是一名三段目力士養成員，於2020年5月13日死於冠狀病毒併發症。2020年4月下旬還宣佈，包括十兩級力士白鷹山亨將在內的七人在病毒檢測呈陽性后住院。部屋的立行司式守伊之助因不明原因的疾病錯過了2020年7月的比賽。
這個部屋一些力士的四股名以安芸開首。